# الدا اما آندرسون
الدا اما آندرسون (انگلیسی: Elda Emma Anderson؛ زاده ۵ اکتبر ۱۸۹۹ درگذشته ۱۷ آوریل ۱۹۶۱) یک فیزیک‌دان اهل ایالات متحده آمریکا بود.